# Вармава
Вармава (эрз., мокш. варма — «ветер», ава — «женщина») — божество ветра.
Происхождение Вармавы, религиозные представления о ней связаны с реальным миром, в частности с ветром, который может принести много бед — вызвать бурю, раздуть пожар, повалить хлеба и т. д. Люди страшились Вармавы и почитали её, просили усмирить ветер, дать хорошего дождя и вымыть скот. Во время пожара, стараясь задобрить Вармаву, бросали в огонь яйца, яблоки и просили: «Вармава, матушка, побереги нас, не пускай на нас огонь!». В старину люди думали, что Вармава разносит по свету различные болезни. Крестьяне молились Вармаве во время жатвы, чтобы она не повалила хлеба. Мельники, наоборот, просили на мельничные крылья сильного ветра. В знойные безветренные дни свистели и просили у Вармавы ветра и дождя. В ветреный день садоводы обращались к Вармаве с молитвами дуть тише, поберечь сады.